# Joe Cocker (álbum)
Joe Cocker es el tercer álbum de estudio del músico británico Joe Cocker, publicado por la compañía discográfica A&M Records en noviembre de 1972. Publicado con el título de Something to Say por Cube Records en Europa, el álbum marcó un cambio estilístico hacia un estilo más cercano al blues y jazz. Incluyó el sencillo "High Time We Went", publicado en el verano de 1971, y alcanzó el puesto treinta en la lista estadounidense Billboard 200.
A diferencia de trabajos anteriores, Cocker escribió la letra de seis canciones, todas ellas coescritas con Chris Stainton entre 1969 y 1972. El álbum fue reeditado en CD por Castle Communications en 1990 y ocho años después, una versión remasterizada fue lanzada a nivel mundial por A&M. 

## Lista de canciones
Todas las letras escritas y compuestas por Joe Cocker y Chris Stainton excepto donde se anota.
Cara A
1. "Pardon Me Sir" – 3:37
2. "High Time We Went" – 4:25
3. "She Don't Mind" – 3:13
4. "Black-Eyed Blues" – 4:37
5. "Something to Say" (Joe Cocker, Peter Nichols) – 5:00

Cara B
1. "Midnight Rider" (Gregg Allman, Robert Payne) – 4:00
2. "Do Right Woman" (en directo) (Dan Penn, Chips Moman) – 7:00
3. "Woman to Woman" – 4:26
4. "St. James Infirmary" (en directo) (Frey Assunto) – 6:10

## Personal
- Joe Cocker: voz
- Chris Stainton: piano y órgano
- Allan Spenner: bajo
- Neil Hubbard: guitarra
- Jim Keltner: batería
- Alan White: batería
- Conrad Isidore: batería en "Do Right Woman" y "St. James Infirmary"
- Felix Falcon: percusión
- Rick Alphonso: trompeta
- Fred Scerbo: saxofón
- Milton Sloane: saxofón
- Jim Horn: saxofón en "Do Right Woman"
- Reebop: congas "Do Right Woman"
- Gloria Jones: coros
- Viola Wills: coros
- Virginia Ayers: coros
- Beverly Gardner: coros